# Dante Boninfante
Dante Boninfante, né le 7 mars 1977 à Battipaglia en Italie, est un joueur italien de volley-ball. Il mesure 1,94 m et joue passeur. Il totalise 36 sélections en équipe d'Italie.

## Clubs
| Club                       | De        | À         |
| -------------------------- | --------- | --------- |
| Sisley Volley              | 1996-1997 | 1996-1997 |
| Naples Volley              | 1997-1998 | 1997-1998 |
| Indomita Salerne           | 1998-1999 | 1998-1999 |
| Sisley Volley              | 1999-2000 | 2000-2001 |
| ASD 4 Torri Ferrare Volley | 2001-2002 | 2003-2004 |
| Gabeca Pallavolo Spa       | 2004-2005 | 2005-2006 |
| Blu Volley Vérone          | 2006-2007 | 2006-2007 |
| Pallavolo Piacenza         | 2007-2008 | 2009-2010 |
| Sisley Volley              | 2010-2011 | 2010-2011 |
| M. Roma Volley             | 2011-2012 | 2011-2012 |
| Skra Bełchatów             | 2012-2013 | 2012-2013 |
| Blu Volley Vérone          | 2013-2014 | ...       |

## Palmarès
- Championnat d'Europe
  - Finaliste : 2011
- Ligue des champions (1)
  - Vainqueur : 2000
  - Finaliste : 2001, 2008
- Coupe de la CEV (1)
  - Vainqueur : 2011
- Supercoupe d'Europe
  - Finaliste : 1999
- Championnat d'Italie (2)
  - Vainqueur : 2001, 2009
  - Finaliste : 1997, 2008
- Coupe d'Italie (1)
  - Vainqueur : 2000
  - Finaliste : 1999, 2001
- Supercoupe de Pologne (1)
  - Vainqueur : 2012
- Supercoupe d'Italie (2)
  - Vainqueur : 2000, 2009
  - Perdant : 1996, 1999